# Clonia vittata
Clonia vittata is een rechtvleugelig insect uit de familie sabelsprinkhanen (Tettigoniidae). De wetenschappelijke naam van deze soort is voor het eerst geldig gepubliceerd in 1789 door Thunberg.
1. ↑  (en) Clonia vittata op de IUCN Red List of Threatened Species.